# Gunter Nitsche
Gunter Nitsche (* 3. Juli 1944 in Graz) ist ein österreichischer Rechtswissenschaftler. Er habilitierte sich 1981 aus bürgerlichem Recht und Handelsrecht. Seine Forschungsschwerpunkte liegen im Gesellschaftsrecht, Immaterialgüterrecht und Stiftungsrecht.

## Leben und Werdegang
Gunter Nitsche besuchte ab 1950 die Volksschule Brockmanngasse, die zu diesem Zeitpunkt noch eine Trennung zwischen Knaben und Mädchen hatte. Anschließend besuchte er ab 1954 das Pestalozzigymnasium in Graz, in dem er 1962 die Matura ablegte. Unter seinen Schulkollegen im Pestalozzigymnasium befinden sich Persönlichkeiten wie Jochen Rindt oder Helmut Marko. Er studierte an der Karl-Franzens-Universität in Graz Rechtswissenschaften.
Während seines Studiums erhielt er eines der amerikanischen Fulbright-Stipendien. Im Zuge seines einjährigen Fulbright-Stipendiums an der Washington State University erwarb er ein Bachelor Degree in Political Science.
Nach seiner Rückkehr wurde er 1968–1969 Studienassisten am Institut für Römisches Recht bei Gunter Wesener. Im Jahr 1971 schloss er das Studium der Rechtswissenschaften zum Dr. iur. ab. Er absolvierte das Gerichtsjahr im Landesgerichtssprengel Graz und war gleichzeitig als Studienassisten an der Karl-Franzens-Universität Graz, am Institut für Handels- und Wertpapierrecht bei Horst Wünsch tätig.
Im Jahr 1981 habilitierte er sich bei Horst Wünsch und Heinz Krejci zum Thema „Die Eingliederung des Handelsgeschäftsrechts in das System des Österreichischen Privatrechts“ und hält seitdem die Lehrbefugnis (venia docendi) im gesamten Bürgerlichen Recht sowie im gesamten Unternehmensrecht.
Im Jahr 1987 wurde er zum außerordentlichen Universitätsprofessor am Institut für Unternehmensrecht der Universität Graz ernannt. In dieser Funktion war er bis zu seiner Versetzung in den Ruhestand im Jahr 2009 tätig.
Er war zusammen mit Fritz Schönherr Herausgeber der 27. Auflage der Kommentierung zum Handelsgesetzbuch und der wichtigsten Nebengesetze.
Im Laufe seiner Karriere als Professor hat er zwischen 1985 und 2024 bisher insgesamt 513 Diplomarbeiten und Dissertationen (Erst- und Zweitbetreuung zusammengerechnet) betreut. Darunter waren auch Studierende wie Christian Hiebaum, Adolf Peter, Alexander Warzilek oder Kathrin Nachbauer. Vor allem sein Engagement bei der Betreuung von Diplomarbeiten und in der Lehre wird von den Studierenden geschätzt. Dafür erhielt er auch den Lehrendenpreis Justus im Jahr 2015 und den Preis für exzellente Lehre im Jahr 2020.
Seit 2009 ist er als Of Council in der Rechtsanwaltskanzlei GrafIsola Rechtsanwälte tätig. Er ist zudem als ständiger, teilweise jahrzehntelanger Berater öffentlicher und privater Unternehmen in der Steiermark bzw. in Österreich tätig.

## Privates
Er ist seit 10. Juli 1971 mit Idisa Nitsche (vormals: Herzig) verheiratet. Der Ehe entstammen drei Kinder: Hildegard, Marianne und Georg.

## Lehr- und Vortragstätigkeit
Er hielt von 1972 bis 2016 Vorlesungen an der Universität Graz zu sämtlichen Materien des Unternehmens-, Gesellschafts- und Immaterialgüterrechts sowohl für Studierende der Rechtswissenschaften als auch für Studierende der Wirtschaftswissenschaften. Dadurch prägte er Generationen von Studierenden an der Universität Graz.
Seit 1988 hält er Vorlesungen an der Technischen Universität Graz zum Patentrecht und Immaterialgüterrecht. Zudem hielt er Vorlesungen zum Bürgerlichen Recht und zum Unternehmensrecht, zum Erbrecht und zu spezifischen Problemen des Verschmelzungs- und Umwandlungsrechts an der TU Graz. Gunter Nitsche publiziert seit Jahren regelmäßig im WING-Business Magazin der TU-Wirtschaftsingenieure.
Er war im Jahr 1987 Gastprofessor an der Rutgers Law School bei Philadelphia.
Seit dem Jahr 2000 hält er Vorträge für die Anwaltsakademie der österreichischen Rechtsanwaltskammer (AWAK) derzeit zum Stiftungsrecht und zum Gesellschaftsrecht. Zudem hielt er Vorträge für die Notariatskammer und für die Glasereiinnung, für das Grazer Baurechtssymposium der TU Graz war er jahrelang engagiert. Er war jahrelang Prüfer für die Richteramtsprüfung sowie für die Steuerberaterprüfung.

## Funktionen in Aufsichtsräten und Stiftungsvorständen

### Aktive Funktionen
- seit 1998: Aufsichtsrat der Knapp AG
- Stiftungsvorstand:
  - Rossi Privatstiftung (seit 2000)
  - Herbert Knapp Privatstiftung (seit 2002)
  - Rosa Schneidinger Privatstiftung (seit 2005)
  - Tino Privatstiftung (seit 2005)
  - Friedrich Privatstiftung (seit 2013)
  - Lupo Privatstiftung (seit 2014)
  - MSR Privatstiftung (seit 2014)

### Ehemalige Funktionen
- Aufsichtsrat:
  - GPI Graz GmbH (1993–1996)
  - Gerot Holding GmbH (1997–2003)
  - Kunsthaus Graz GmbH (1999–2000)
  - Mac Immobilien und Unternehmensbeteiligung AG (2000–2005)
  - Knapp Logistik Automation GmbH (2002–2009)
  - GAK Fußball AG (2002–2010)
  - Energie Steiermark AG (2004–2005)
  - Friedrich Holding GmbH (2008–2012)
  - HIRSCH Servo AG (2009–2013)
  - Neuroth International AG (2010–2017)
  - Life Technology Neuroth GmbH (2014–2017)
  - Teleos GmbH/ISOVOLTAIC AG (2016–2018)

- Stiftungsvorstand:
  - LA.LO.LO Privatstiftung (2004–2008)
  - AUGUSTUS-Privatstiftung (2009–2024)
  - G&W Privatstiftung (2009–2024)
  - Ing. Franz Kuss Privatstiftung (2013–2015)

## Preise und Auszeichnungen
- Theodor Körner Förderpreis zur Förderung von Wissenschaft und Kunst (1977)
- Lehrendenpreis JUSTUS (2005)
- Preis für Exzellente Lehre der TU Graz (2020)

## Publikationen (Auszug)
- Nitsche, Zur Rechtsnatur des Leasing, 1974
- Wünsch/Nitsche, Die Bankgeschäfte gem. §1 RV KWG, in  Festschrift Krasenksy: Aktuelle Probleme zum Recht des Kreditwesens (1978), 193.
- Nitsche, Die Reform des Wahlrecht im UOG, in Reformen des Rechts [Festschrift zur 200-Jahr-Feier der rechtswissenschaftlichen Fakultät der Universität Graz] (1979), 25–40.
- Nitsche, Der glücksspielartige Warenvertrieb im Recht des unlauteren Wettbewerbs, JBl 1979, 393
- Schönherr/Nitsche, Handelsgesetzbuch vom 10. Mai 1897 [idF und mit den Ergänzungen der und des BGBl 1981/174]; (ohne Seerecht) und die wichtigsten handelsrechtlichen Nebengesetze mit Anmerkungen und Entscheidungen (1981), 27. Aufl.
- Nitsche, Die Eingliederung des Handelsgeschäftsrechts in die österreichische Privatrechtsordnung (1982).
- Nitsche, Rechtsfragen des unvollständig ausgefüllten Wechsels, JBl 1982, 252
- Nitsche, Grundstücksfonds zivil- und handelsrechtliche Fragen in moderne Kapitalanlagefomen herausgegeben von Österreichisches Forschungsinstitut für Sparkassenwesen (1983), 65.
- Ruppe/Swoboda/Nitsche, Die Abgrenzung von Eigenkapital und Fremdkapital (1985).
- Nitsche, Grenzen satzungsändernder Mehrheitsbeschlüsse im Recht der GmbH, in Wirtschaftsrecht in Theorie und Praxis: Gedenkschrift für Fritz Schönherr (1986), 217–225.
- Nitsche, Die Korrektur des versehentlich fehlerhaft ausgestellten Wechsels, in Aicher/Koppensteiner/Posch, Beiträge zum Zivil- und Handelsrecht (1990) 323–334.
- Nitsche, Kollision Allgemeiner Geschäftsbedingungen, in Vestigia Iuris Romani Hrsg.: Klingenberg (1992), 317–331.
- Nitsche, Betriebsübergabe/Betriebsübernahme – Privatrechtliche Überlegungen, in Konrad/Grillberger: Der Unternehmensübergang – rechtliche und betriebswirtschaftliche Aspekte (1993), 7.
- Nitsche, Bereicherungsrechtliche Rückabwicklung bei irrtümlicher Einlösung des widerrufenen Schecks, in Enzinger: Aktuelle Probleme des Unternehmensrechts (1993), 515.
- Nitsche, Managementverantwortung, in Österreichische Akademie der Führungskräfte: Entwicklungen im Management (1993), 155.
- Nitsche, Handelsgesetzbuch: samt den wichtigsten handelsrechtlichen Nebengesetzen; [AktG, GmbHG, GenG, EGG, handels- und steuerrechtliche Umgründungsbestimmungen], MANZ (1994), 13. Auflage.
- Nitsche, Die Verwendung fremder Markenware für eigene Werbezwecke, in Recht betrachtet: Festschrift zum 100jährigen Bestand der Kanzlei Kaan, Cronenberg&Partner (1998), 51–57.
- Nitsche, Sparbuch: Anonymität und Wertpapiercharakter, ÖBA 2000, 1055
- Nitsche, Aufsichtsratsmandat und Interessenkollision, in Festschrift Krejci (2001), 751.
- Nitsche, Insolvenzvorsorge in Gesellschaftsverträgen in Festschrift Jelinek (2002), 187–198.[3]
- Nitsche, Die prozessrechtliche Wirkung des Erlöschens einer Personengesellschaft durch Einbringung in eine GmbH, JBl 2003, 735
- Nitsche, Werke der Baukunst aus urheberrechtlicher und kartellrechtlicher Sicht, in Wirtschaft und Gesellschaft: Festschrift für Gerald Schöpfer zum 60. Geburtstag (2004), 209–229.
- Nitsche, Piercing the Corporate Veil – Durchgriff auf den GmbH-Gesellschafter in Festschrift Stadler (2004), 137–146[4]
- Nitsche/Nöstlthaller/Raaber, Beitrag zu den Mengenklauseln nach ÖNORM B 2110 in Schriftreihe des Instituts für Baubetrieb und Bauwirtschaft Nr. 16 (2004).
- Nitsche, Urheberrecht des Regisseurs in Pauger (Hrsg.), Art goes Law (2005)[5]
- Nitsche, Kultur und Urheberrecht in Zmölnig (Hrsg.), Was ist Kultur? (2007)
- Nitsche/Sammer, Urheberrecht am Bau in Aktuelles zum Bau- und Vergaberecht, Festschrift zum 30-jährigen Bestehen der Österreichischen Gesellschaft für Baurecht (2008)
- Nitsche, Plagiat und Urheberrecht in Goltschnigg (Hrsg.): "Plagiat in Kultur und Wissenschaft, Wirtschaft und Recht" (2013)
- Nitsche, Das Weisungsrecht des Stifters gegenüber dem Stiftungsvorstand, In: Fitz/Kalss/Kautz/Kucsko/Lukas/Torggler (Hg.): Festschrift für Herwig Torggler. Verlag Österreich (2013).
- Nitsche, Plagiat und Urheberrecht, In: Goltschnigg (Hrsg.): Plagiat in Kultur und Wissenschaft, Wirtschaft und Recht (2013).
- Nitsche, Risikoverteilung nach ÖNORM B2110 und ABGB, In: Institut für Baubetrieb und Bauwirtschaft, TU Graz (Hrsg.): Risiken im Bauvertrag, 12. Grazer Baubetriebs- und Bauwirtschaftssymposium (2014).
- Nitsche, Die Rücktrittsklausel im Bauvertrag für den Fall der Insolvenz, In: Institut für Baubetrieb und Bauwirtschaft, TU Graz (Hg.): 7. Grazer Baubetriebs- und Baurechtsseminar 2014 (2014) 53–62.
- Nitsche, Patentrecht und geistiges Eigentum, WING-Business 2015/Heft 4, 10–15.
- Nitsche, Die Business Judgment Rule: Haftungsfreiheit der Organe von Kapitalgesellschaften bei unternehmerischen Fehlentscheidungen, WING-Business 2018/Heft 1, 43.
- Nitsche, Insolvenzvorsorge im Bauvertrag, In: Christian Hofstadler (Hg.): Aktuelle Entwicklungen in Baubetrieb, Bauwirtschaft und Bauvertragsrecht50 Jahre Institut für Baubetrieb und Bauwirtschaft der TU Graz. Wien. Springer Verlag. 2019. 623–633.
- Nitsche, Abgrenzung von Patentrecht, Markenrecht und Urheberrecht dargestellt am Beispiel von "Rubik's Cube" Teil 1, WING-Business 2021/Heft 1, 38–41.
- Nitsche, Abgrenzung von Patentrecht, Markenrecht und Urheberrecht dargestellt am Beispiel von "Rubik's Cube" Teil 2, WING-Business 2021/Heft 2, 62–66.
- Nitsche, Die Auswirkungen des BREXIT auf die im österreichischen Firmenbuch eingetragene britischen Private Companies Limited by Shares (Ltd.), WING-Business 2023/Heft 2, 6–10.
- Nitsche/Possert, Zur Zulässigkeit der Abfrage des Personenverzeichnisses des Grundbuchs mittels geografischer Informationssysteme, ecolex 2024/567.